# Kanareneidechse

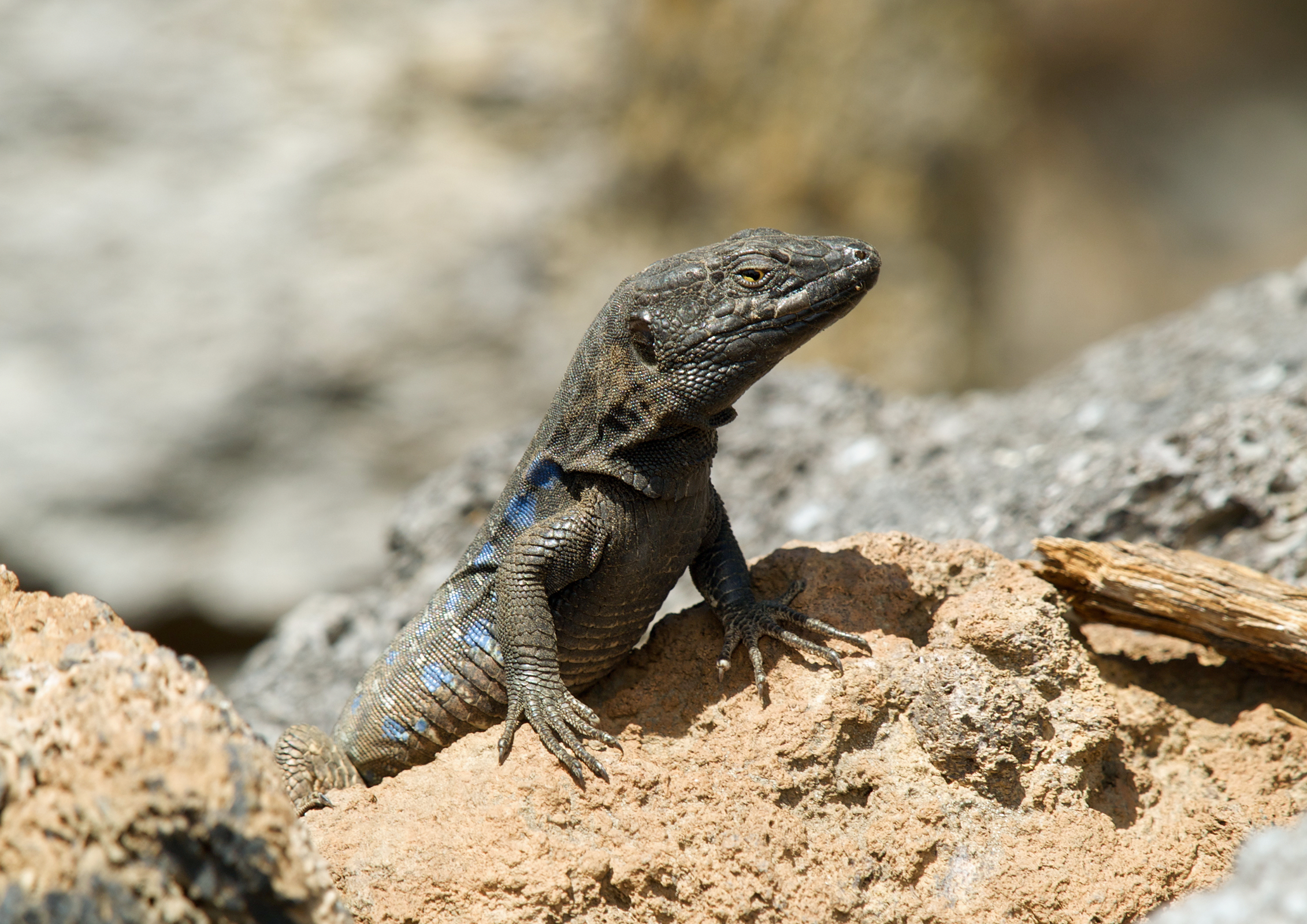
Männchen

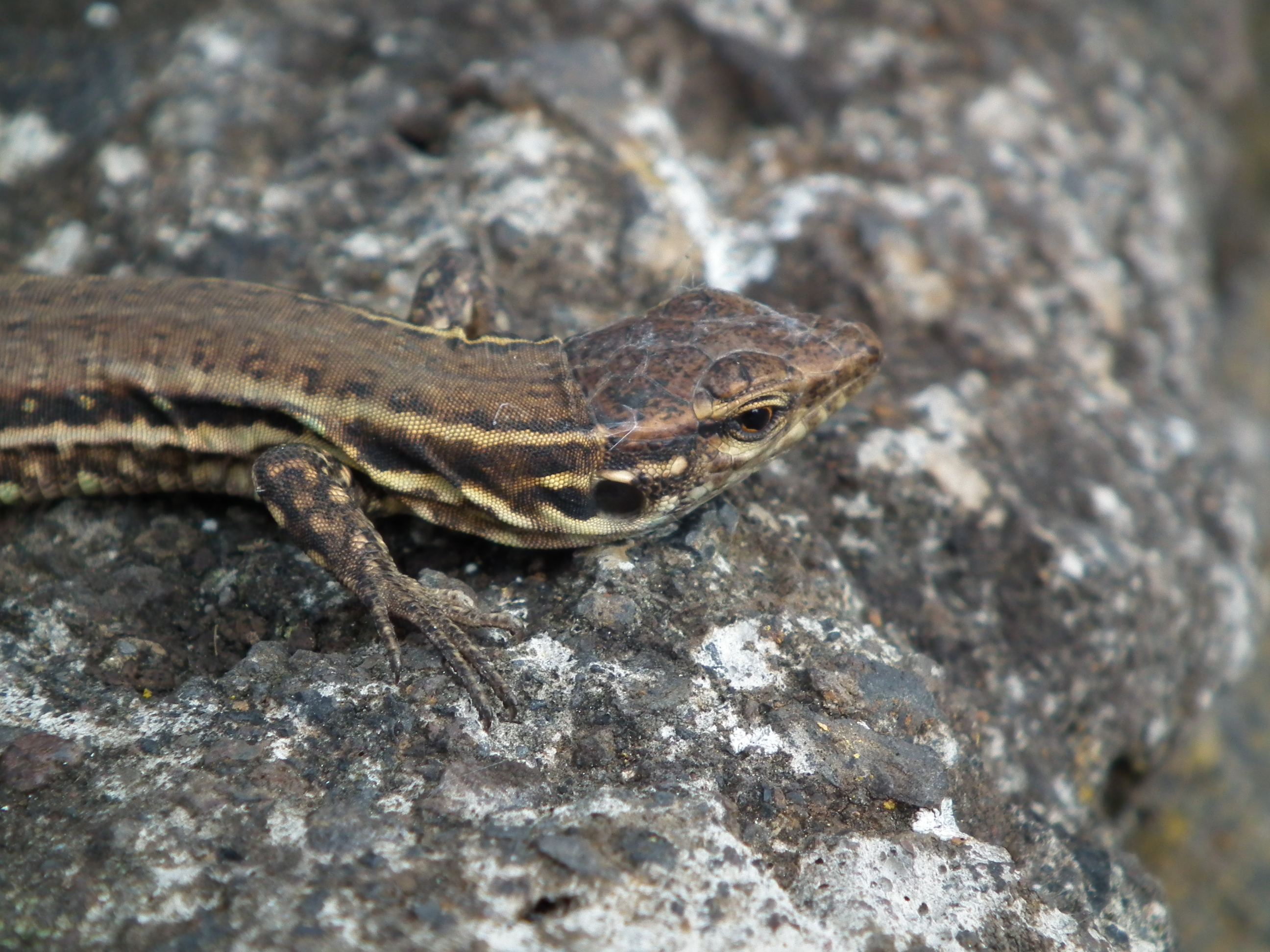
Weibchen

Die Kanareneidechse (Gallotia galloti) ist eine Eidechsenart aus der Familie Lacertidae.

## Merkmale
Die Kanareneidechse erreicht eine Gesamtlänge von 44 Zentimeter, womit sie innerhalb der Gattung Gallotia zu den mittelgroßen Arten zählt. Die Männchen erreichen eine Kopf-Rumpf-Länge bis 14,5 Zentimeter, die Weibchen bleiben mit bis 13,5 Zentimeter etwas kleiner. Die Rückenschuppen sind ungekielt und sehr klein. Eine große Schläfenplatte (Massetericum) ist in der Regel an den Schläfen vorhanden. Das Halsband der Art ist an seiner Hinterkante glattrandig. Die Kanareneidechse ist sehr variabel gefärbt und gezeichnet.

## Systematik
Die Art wird unterteilt in:
- Gallotia galloti galloti (Oudart, 1839)[1] im Süden und Zentrum Teneriffas
- Gallotia galloti eisentrauti Bischoff, 1982[2] im Norden Teneriffas
- Gallotia galloti insulanagae Martin, 1985[3] auf dem Roque Fuera de Anaga vor der Küste Teneriffas
- Gallotia galloti palmae (Boettger & Müller, 1914)[4] auf La Palma

## Lebensraum
Die Kanareneidechse bevorzugt offene, steinige Landschaften und lebt als Kulturfolger besonders in den kanarentypischen Natursteinmauern. Sie ernährt sich von Pflanzen und kleinen wirbellosen Tieren.
Die Kanareneidechse ist in ihrem natürlichen Lebensraum recht häufig, wird sogar stellenweise als Plage und Ernteschädling (besonders im Weinanbau) angesehen und von den Landwirten mit Gift und Fallen bekämpft.

## Etymologie und Forschungsgeschichte
Paul Louis Oudart gilt als Autor der Kanareneidechse (Gallotia galloti), doch ist die Publikationsgeschichte etwas kompliziert.  Vor der Tafel hatte Paul Gervais zwar bereits den Namen veröffentlicht, doch da dieser Artikel keine Beschreibung enthielt, wird der Name als Nomen nudum betrachtet. Die Tafel zur Art erschien 1839 in Histoire naturelle des Iles Canaries noch vor Gabriel Bibrons und André Marie Constant Dumérils Veröffentlichung der Beschreibung in Erpétologie générale aus demselben Jahr. Paul Gervais Beschreibung zur Tafel in Histoire naturelle des Iles Canaries erfolgte erst im Jahr 1844. Somit gilt Oudart heute als Autor der Art. Der Artname wurde nach Jean Augustin Gallot (1804–1830) benannt.